# Cinnamomum parthenoxylon
Cinnamomum parthenoxylon är en lagerväxtart som först beskrevs av William Jack, och fick sitt nu gällande namn av Carl Daniel Friedrich Meisner. Cinnamomum parthenoxylon ingår i släktet Cinnamomum och familjen lagerväxter. Inga underarter finns listade i Catalogue of Life.